# Anthony Purler
Anthony "Tony" Purler (ur. 1 listopada 1969) – amerykański zapaśnik walczący w stylu wolnym. Zajął dziesiąte miejsce na mistrzostwach świata w 1997 i jedenaste w 1998. Drugi w Pucharze Świata w 1999 i trzeci w 1998. Trzeci na Igrzyskach dobrej woli w 1993 roku.
Zawodnik Wentzville Holt High School z Wentzville, Oklahoma State University i University of Nebraska–Lincoln. Dwa razy All-American w NCAA Division I, pierwszy w 1993 i trzeci w 1991 roku.
W 1994 wygrał Big 12 Conference.